# Chào em cô gái Lam Hồng
Chào em cô gái Lam Hồng là một ca khúc nhạc đỏ nổi tiếng của nhạc sĩ Ánh Dương, viết về những nữ thanh niên xung phong, thanh niên văn công ở chiến trường Khu 4. Bài hát được sáng tác vào năm 1967 theo lời "đặt hàng" của chủ nhiệm chính trị Tỉnh đội Hà Tĩnh. Trong bài hát, nhạc sĩ Ánh Dương đã vận dụng dân ca Nghệ Tĩnh để bài hát trở nên dễ hát và dễ thuộc. Chỉ trong thời gian ngắn sau khi sáng tác, bài hát đã gây được tiếng vang lớn. Đến nay, bài hát vẫn thường được biểu diễn trong các đêm nhạc, đêm nghệ thuật liên quan đến Quân đội nhân dân Việt Nam.
Ca khúc này đã từng được trình bày bởi nhiều ca sĩ như Huy Túc, Ngọc Sơn, hay các Nghệ sĩ Nhân dân như Trung Đức, Lê Dung, Quang Thọ. Đây là một trong 4 bài hát giúp nhạc sĩ Ánh Dương nhận được Giải thưởng Nhà nước về Văn học Nghệ thuật vào năm 2007.

## Sự việc liên quan
Vào tháng 5 năm 2017, có thông tin cho rằng, Cục Nghệ thuật biểu diễn vừa cấp phép phổ biến cho hơn 300 ca khúc nhạc đỏ, trong đó có bài Chào em cô gái Lam Hồng. Sự việc này đã gây nhiều tranh cãi khi nhiều bài hát trong danh sách là những ca khúc quen thuộc của người dân Việt Nam. Tuy nhiên, Cục Nghệ thuật biểu diễn đã nhanh chóng đính chính rằng, đây là công việc cập nhật bổ sung danh sách các ca khúc đã được phổ biến rộng rãi, không phải cấp phép mới.